# Орлов, Михаил Фёдорович (командир ОМСБОН)
Михаил Фёдорович Орлов (1903, с.Литвиново Белевского уезда Тульской губернии – 01.1984, Москва)- сотрудник органов госбезопасности, во время войны - командир ОМСБОН НКВД СССР, командир Отдельного отряда оперативного назначения НКГБ СССР.
Сын слесаря. Член РКП(б) с февраля 1926 г.
С января 1919 по ноябрь 1920 г. председатель волостного комитета РКСМ в с.Мишино Белевского уезда.
С ноября 1920 г. служил в РККА, затем (с 1926 г.) - в войсках ОГПУ—НКВД.
Военное образование:
- Высшая стрелковая школа РККА «Выстрел» 11.1929–04.1930
- 3 курса заочного отделения Военной академии им. Фрунзе 1938-1941.

10.1940–06.1941 — начальник Себежского военного училища НКВД.
После начала войны занимался организацией диверсий в тылу противника:
- июль 1941 г. — заместитель начальника войск особой группы при Наркоме внутренних дел СССР
- июль — октябрь 1941 г. — командир 1-й МСБОН войск особой группы при Наркоме внутренних дел СССР
- 15 октября 1941 — август 1942 г. — командир ОМСБОН НКВД СССР
- 6 февраля — 14 мая 1943 г. — начальник 4 отдела 4 Управления НКВД СССР
- май 1943 — октябрь 1946 г. — начальник 6 отдела 4 Управления НКГБ СССР
- ноябрь 1943 — октябрь 1945 г. — командир Отдельного отряда оперативного назначения НКГБ СССР.

С октября 1946 по апрель 1948 года заместитель начальника Отдела «2-И» 2-го Главного управления МГБ СССР.
В апреле 1948 г. уволен в отставку по состоянию здоровья.
Звания: капитан 31.05.36; майор; полковник 26.12.39.
Награды: орден Ленина 30.04.46; 3 ордена Красного Знамени 20.09.43, 08.03.44, 03.11.44; орден Отеч. войны 2 степени 21.04.45; орден Красной Звезды 24.01.42; медали «XX лет РККА» (1938), «За оборону Москвы» (1944), «Партизану Отечественной войны» I степени (1944) «За оборону Кавказа» (1944) и «За победу над Германией» (1945).; орден Крест Грюнвальда 3 класса (ПНР); медаль (Чехословакия).